# Sellnickochthonius monticola
Sellnickochthonius monticola är en kvalsterart som först beskrevs av Hammer 1961.  Sellnickochthonius monticola ingår i släktet Sellnickochthonius och familjen Brachychthoniidae. Inga underarter finns listade i Catalogue of Life.